# Apophylia excavata
Apophylia excavata es un coleóptero de la familia Chrysomelidae.
Fue descrita científicamente por primera vez en 1954 por Bryant.